# Aquadulcaris pheronyx
Aquadulcaris pheronyx là một loài giáp xác thuộc họ Paramelitidae. Loài giáp xác chân hai loại này là loài đặc hữu của Nam Phi.